# Bundesverband der Freien Wähler

Logo der Freien Wähler

Der Bundesverband der Freien Wähler der Bundesrepublik Deutschland e. V. ist ein 1965 gegründeter Zusammenschluss von Landesverbänden, in denen kommunale Wählergruppen organisiert sind. Er führt auch den Namen Freie Wähler Deutschland (Eigenschreibweise: FREIE WÄHLER DEUTSCHLAND). Bundesvorsitzender ist Hubert Aiwanger, Ehrenvorsitzender der ehemalige Bundesvorsitzende Armin Grein.

## Organisation
Dem Bundesverband gehören zehn Landesverbände an. Keine Gliedverbände bestehen in Schleswig-Holstein (der Landesverband der Wählergemeinschaften nimmt eine vergleichbare Rolle ein), Baden-Württemberg (der Freie Wähler Landesverband ist aus dem Bundesverband ausgetreten), in Brandenburg und Bremen (diese Landesverbände wurden „nach Anzeichen für eine rechte Unterwanderung“ ausgeschlossen) sowie in den weiteren Stadtstaaten Hamburg (aufgelöst 2012 mangels Wählergruppen) und Berlin (nie existent).
Der Bundesverband vertritt Wählergruppen unabhängig von deren Eigenbezeichnung (die also nicht Freie Wähler lauten muss). Gleichfalls ist nur ein Teil der kommunalen Gruppen in den Landesverbänden vertreten. So sind beispielsweise in Nordrhein-Westfalen nur 34 Prozent der 470 kommunalen Wählergemeinschaften Mitglied im Landesverband der Freien und Unabhängigen Bürger- und Wählergemeinschaften Nordrhein Westfalen e. V.
Um bei Bundes- und Landtagswahlen antreten zu können, wurde 2009 die Bundesvereinigung Freie Wähler als Partei gegründet. Verband und Vereinigung sind dabei personell eng verzahnt. Während unabhängige, lokale Wählergruppen die gleichzeitige Mitgliedschaft in einer Partei üblicherweise ausschließen, wird aufgrund dieser Beziehung eine Mitgliedschaft in der Bundesvereinigung teilweise exklusiv toleriert oder gefördert.

## Außendarstellung
Die Außendarstellung der einzelnen Verbände und Vereine ist nicht einheitlich. Der Bundesverband und viele Landesverbände bevorzugen die „Marke“ Freie Wähler und als Logo die Abkürzung FW in blauer Schrift, darunter als „Unterstreichung“ den vollen Namen in Großbuchstaben in schwarzer Schrift und darüber links eine stilisierte aufgehende Sonne. In Rheinland-Pfalz bemüht sich der dortige Landesverband der Freien Wähler darum, dass die Mitglieder dieses Landesverbandes unter der Bezeichnung Freie Wählergruppe auftreten und hat sich ein Logo mit der Abkürzung FWG in einer orangen Schrift schützen lassen, unter dem viele Gruppen antreten.
Teilweise wird die Farbe Orange als Identifikationsmerkmal betrachtet, teilweise findet eine Distanzierung von jeglicher Farbe statt.

## Beziehung zur Bundesvereinigung
Da die Landesverbände in vielen Bundesländern nicht zu Landtagswahlen antreten können, wurden in mehreren Ländern Landeswählergruppen oder Landesparteien gegründet, zum Beispiel in Thüringen, Schleswig-Holstein, Rheinland-Pfalz oder Bayern. Die Teilnahme an überregionalen Wahlen ist innerhalb der Freien Wähler umstritten. Im Zuge dieses Streits trat unter anderem der Landesverband Baden-Württemberg aus dem Bundesverband aus.
1998 nahmen die Freien Wähler Bayern zum ersten Mal an den Landtags- und Bezirkstagswahlen teil. Sie erreichten dabei ein Landtagswahlergebnis von 3,7 Prozent. Bei den Wahlen im Jahr 2003 konnten sie ihr Ergebnis auf 4,0 Prozent steigern. Bei beiden Wahlen gelang ihnen zudem der Einzug in alle sieben Bezirkstage. 2001 und 2006 bewarb sich auch die FWG Rheinland-Pfalz bei der Landtagswahl um die Gunst der Wähler. Die FWG Rheinland-Pfalz erreichte 2,5 Prozent (2001) und 1,6 Prozent (2006). Im Jahr 2004 traten auch die Freien Wähler in Thüringen zur Landtagswahl an und erreichten 2,6 Prozent.
Die Freien Wähler Bayern zogen 2008 als erste in ein Landesparlament ein. Nach dem Erfolg der bayerischen FW bei der Landtagswahl 2008 beschloss der Bundesverband, zur Wahl zum Europa-Parlament am 7. Juni 2009 bundesweit anzutreten. Zur Kandidatur wurde eine Partei gegründet, die heutige Bundesvereinigung. Spitzenkandidatin war Gabriele Pauli. Die Freien Wähler erhielten 442 579 Stimmen, 1,7 Prozent der gültigen Stimmen. Die Bundesvereinigung ist personell stark mit dem Bundesverband verzahnt. Bundesvorsitzender in beiden Organisationen ist Hubert Aiwanger, sechs von acht Vorständen des Bundesverbandes sind auch im Vorstand der Bundesvereinigung.

## Landesverbände

### Bayern
Schon seit den 1950er Jahren bildeten sich in Bayern auf kommunaler und regionaler Ebene Wählergemeinschaften, die als Alternative zu den etablierten Parteien mit eigenen, unabhängigen Kandidaten bei Kommunalwahlen antraten.
Der FW Freie Wähler Landesverband Bayern der freien und unabhängigen Wählergemeinschaften e. V. (FW-Landesverband Bayern) wurde am 6. Mai 1978 gegründet. Heute umfasst er etwa 870 Orts- und Kreisverbände, die sich in Bezirksverbänden organisieren. Landesvorsitzender war 28 Jahre lang der Mitbegründer Armin Grein. Sein Nachfolger ist seit März 2006 Hubert Aiwanger.
Der Landesverband möchte „als Alternative zu den Parteien bei der politischen Willensbildung des bayrischen Volkes mit[wirken].“ Um an der Landtagswahl 1998 teilnehmen zu können, wurde die Wählergruppe FW Freie Wähler Bayern e. V. gegründet. Das Antreten bei den Landtagswahlen war intern umstritten und wird von einigen Kreisverbänden abgelehnt. Die Freien Wähler, so die Kritik, würden damit ihr eigentliches kommunales Betätigungsfeld verlassen. Nach dem Parteiengesetz würden sie durch die Teilnahme an der Landtagswahl den Charakter einer Partei erhalten. Die Befürworter verweisen darauf, dass die Regeln für die Kommunen im Land gemacht würden. In der entscheidenden Abstimmung am 15. März 1997 setzten sich die Befürworter mit 54,1 Prozent durch. Aus dieser Wählergruppe entwickelte sich die Landesvereinigung Freie Wähler Bayern, die seit Oktober 2011 der Partei Freie Wähler angehört. Um den Wahlgesetzen zu entsprechen, gehören diesem Verein nur natürliche Personen als Mitglieder an.

### Hessen
Der Freie Wähler – FWG Hessen e. V. wurde am 19. Februar 1956 gegründet. Erster Vorsitzender war Gustav Schwarz aus Friedberg. Er versteht sich als Interessenvertretung aller parteiungebundenen Wählergruppen des Bundeslandes. Vorsitzender ist Ronald Berg. Er trat am 29. Juni 2019 in die Nachfolge von Rudolf Schulz, welcher nicht mehr antrat. Davor stand Walter Öhlenschläger (bis 2015) als Nachfolger von Thomas Braun an der Spitze des Verbands. Die Mitgliedsvereine des Verbands haben landesweit 15.000 Mitglieder.
Bei den Kommunalwahlen 2006 erhielten die FWG Hessen 5,2 Prozent auf Kreisebene, Kommunalwahlen 2011 waren es 5,7 Prozent.
Die Wählergruppe FW Freie Wähler Hessen wurde „als Ergänzung zum Landesverband“ gegründet, um an der Landtagswahl 2008 teilnehmen zu können. Sie erzielte landesweit 0,9 Prozent der Zweitstimmen. Die Wählergruppe ist inzwischen der Partei Freie Wähler beigetreten.

### Mecklenburg-Vorpommern
Der Landesverband unterhält gemeinsame Online-Auftritte mit der Landesvereinigung Freie Wähler Mecklenburg-Vorpommern.

### Niedersachsen
Die Freien Wähler Niedersachsen – Bürgerinitiativen, Bürgerlisten und unabhängige Wählergemeinschaften wurden am 7. Juli 2007 gegründet. Landesvorsitzender ist Udo Striess-Grubert. Ursprünglich wollten sie zur Bundestagswahl 2009 antreten, zogen aber ihre Beteiligungsanzeige vor der Sitzung des Bundeswahlausschusses wieder zurück.
Bis 2010 betrachtete sich der Verband selbst als Partei. Am 5. Juni 2010 gründete sich dann aus dem Landesverband heraus in Rotenburg (Wümme) eine Landesvereinigung als Landesverband der Bundesvereinigung Freie Wähler. Der Landesverband beschränkt sich in der Folge wieder auf die Rolle als Dachverband der kommunalen Wählergemeinschaften.

### Nordrhein-Westfalen
Der FW Freie Wähler NRW Landesverband der Freien und Unabhängigen Bürger- und Wählergemeinschaften Nordrhein-Westfalen e. V. wurde am 8. November 1980 mit Sitz in Hemer gegründet. Etwa ein Drittel der 470 Wählergruppen im Land Nordrhein-Westfalen gehören ihm an. Weitere 20 Prozent strebten 2010 eine Mitgliedschaft an, während der Rest entweder kein Interesse daran hat, Mitglied zu werden, oder den Verband noch nicht kennt.
Unmittelbar nach dem Zweiten Weltkrieg waren Wählergruppen sehr stark in Nordrhein-Westfalen. Mit dem Kommunalwahlgesetz von 1952 wurde das Recht, Wahllisten aufzustellen, auf politische Parteien begrenzt. Dadurch wurden parteifreie Kandidaten und kommunale Wählergemeinschaften von der Wahlteilnahme ausgeschlossen. Als das Bundesverfassungsgericht 1960 in einem Urteil (BVerfGE I1,266) solche Ausschlüsse wegen Verstoßes gegen die Grundsätze der Offenheit und Chancengleichheit des politischen Wettbewerbs und der kommunalen Selbstverwaltung für unzulässig erklärte, hatte das achtjährige Betätigungsverbot bereits die kommunalen Strukturen zerstört.

### Rheinland-Pfalz

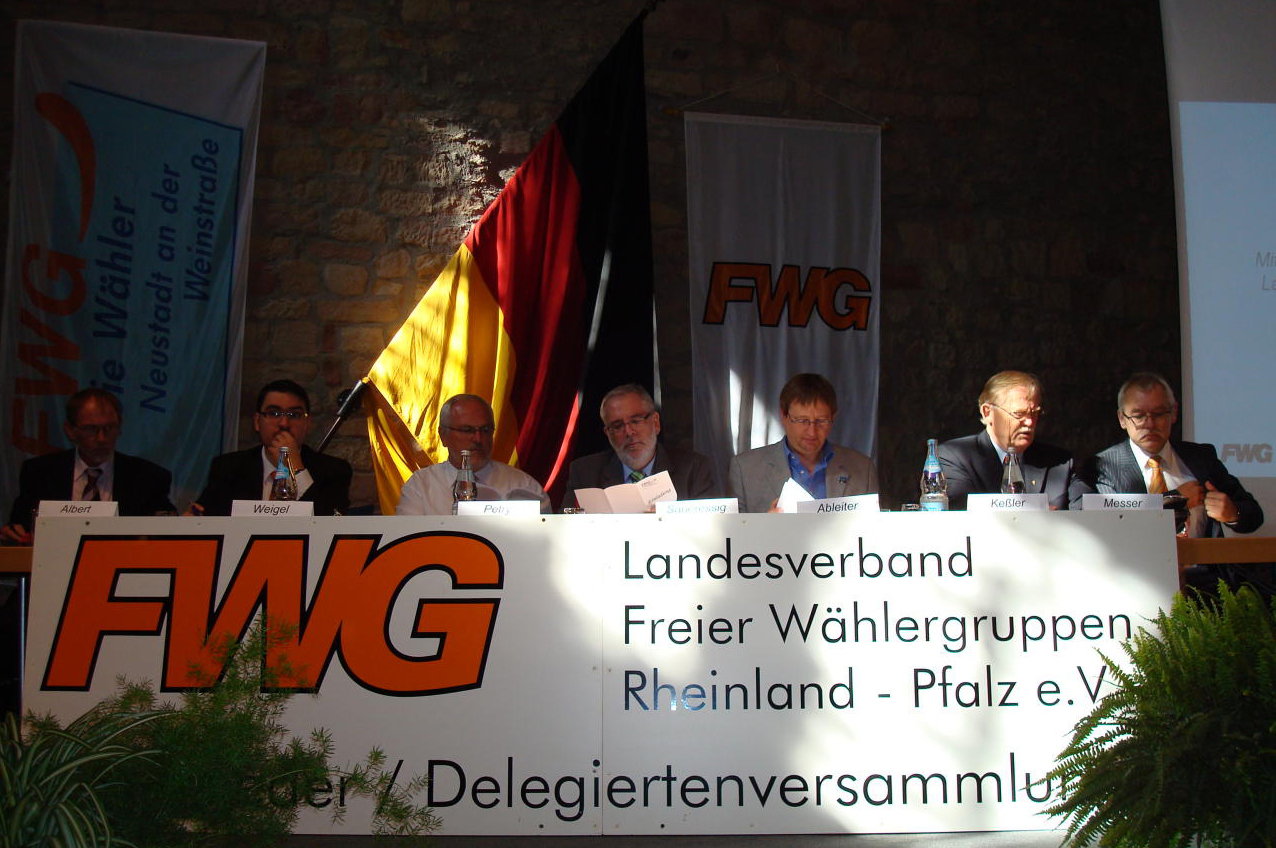
Podium bei der Delegiertenversammlung der FWG Rheinland-Pfalz am 15. September 2007, Hambacher Schloss

Der Landesverband Freier Wählergruppen Rheinland-Pfalz e. V. ist ein Interessenverband von Wählergruppen in Rheinland-Pfalz. Vorsitzender der FWG Rheinland-Pfalz ist Manfred Petry.
Bei den Landtagswahlen 1987, 2001 und 2006 versuchte die FWG in den Landtag einzuziehen, scheiterte aber jeweils deutlich an der Fünf-Prozent-Hürde. Die mögliche Parteienfinanzierung konnte nicht in Anspruch genommen werden, da sich ein Teil der Mitgliedsverbände weigerte, ihre Finanzsituation beim Landeswahlleiter offenzulegen.
Im Jahr 2010 beschloss die FWG Rheinland-Pfalz, sich in einen bloßen Dachverband von Wählergruppen zurückzuverwandeln. Zur Teilnahme an der Landtagswahl 2011 wurde als Gliedverband der Bundesvereinigung Freie Wähler die Landesvereinigung Freie Wähler Rheinland-Pfalz gegründet. Zum Gründungsvorsitzenden dieser Landesvereinigung wurde ebenfalls Manfred Petry gewählt, aktueller Vorsitzender ist Stephan Wefelscheid.

### Saarland
Der FW/FWG Freie Wähler Landesverband Saarland e. V. wurde als Dachverband von Wählergruppen im Saarland gegründet. Mitglieder im Landesverband können Kreis-, Stadt-, Gemeinde- und Ortsverbände als korporative sowie natürliche Personen als Einzelmitglieder sein. Vorsitzender ist Uwe Kammer.
Bei den Kommunalwahlen 2004 errangen Freie Wähler rund 10 Prozent der Mandate auf Gemeinde-Ebene. Die Freien Wähler traten am 30. August 2009 bei der Landtagswahl an und erreichten 0,8 Prozent der Wählerstimmen.
Im Jahr 2011 wurden zwei Parteien aus der Mitte des Landesverbands heraus gegründet: am 18. August 2011 die Freien Wähler Saarland und am 26. August 2011 die Freie Wähler Landesvereinigung Saarland als Landesverband der Bundesvereinigung Freie Wähler. Beide fochten in der Folge einen Rechtsstreit um den Markennamen „Freie Wähler“ aus.
Aus den lokalen Vereinigungen der Freien Wähler gab es Widerstand gegen die Vereinnahmung der Freien Wähler als Partei. Auch im Vorfeld der Landtagswahl im Saarland 2012 kam es zu Spannungen zwischen dem Landesverband und der Landesvereinigung. Inzwischen sind die Vorstände von Landesverband und Landesvereinigung personenidentisch besetzt.

### Sachsen
Die Freien Wähler Sachsen e. V. wurden am 14. November 1992 in der Stadthalle von Meerane gegründet. Gründungsmitglieder waren u. a. die Freien Wählervereinigungen von Bad Elster, Bad Muskau, Dresden, Krauschwitz, Lauter, Meerane und Pegau. Erster Vorsitzender wurde Klaus-Dieter Scholz aus Dresden. Den Vorsitz übernahmen 1997 Peter Ohl und 2004 Bernd Gerber.
Da es nach dem Landtagswahlgesetz in Sachsen nicht möglich ist, als Wählervereinigung zur Landtagswahl anzutreten, haben einzelne Mitglieder der Freien Wähler im Mai 2007 in Zwickau die Partei Freie Sachsen gegründet. Diese erzielte ein Ergebnis von 1,4 Prozent. Am 18. Juni 2011 wurde eine Landesvereinigung Freie Wähler Sachsen der Bundesvereinigung Freie Wähler gegründet.

### Sachsen-Anhalt
Bei der Landtagswahl 2006 trat der Landesverband als Teil des Bunds der Bürgerinitiativen und Freie Wähler Sachsen-Anhalt an, welcher 0,5 Prozent der Stimmen erreichte. Am 12. Juni 2010 gründeten Mitglieder des Landesverbandes Freie Wähler Sachsen-Anhalt e. V. gemeinsam mit Vertretern der Volksinitiative „Gegen die Gemeindegebietsreform“ und unabhängigen  Wählerinitiativen aus Wittenberg, Dessau und Jerichower Land die Freien Wähler Sachsen-Anhalt als Partei, welche kurze Zeit später Mitglied der ebenfalls neu gegründeten Partei Freie Wähler wurde.
Der Freie Wähler (FW) Landesverband Sachsen-Anhalt e. V. existierte als Ansprechpartner für die vielen freien und unabhängigen Wählergemeinschaften auf kommunaler Ebene. Auf Grund der immer stärkeren parteipolitischen Konsolidierung der Partei Freie Wähler im Land und Bund ging die Bedeutung des Landesverbandes zurück und am 5. April 2019 wurde er im Vereinsregister gelöscht.
Seit 2020 wird die Partei von Andrea Menke geleitet. Die Freien Wähler Sachsen-Anhalt erzielten bei der Landtagswahl 2021 3,1 Prozent sowie bei der Bundestagswahl 2021 1,9 Prozent der Zweitstimmen.

### Thüringen
Der Landesverband der Freien Wähler Thüringen wurde am 6. März 2004 in Eisenach gegründet. Vorsitzender ist Jürgen Haschke aus Jena.
Aus dem Landesverband heraus wurde die Partei Freie Wähler in Thüringen gegründet, die 2004 und 2009 bei Landtagswahlen antrat. Bei den Kommunalwahlen 2009 erhielt sie landesweit 6,7 Prozent der Stimmen. Seit 2013 gehört sie als Landesvereinigung zur Bundesvereinigung Freie Wähler.

## Ehemalige Landesverbände

### Baden-Württemberg
Der Freie Wähler Landesverband Baden-Württemberg ist 2009 unter dem Eindruck der Ankündigung einer Teilnahme des Bundesverbands an der Europawahl aus diesem ausgetreten. Er wurde am 3. März 1956 in Stuttgart gegründet und ist überdurchschnittlich stark in der dortigen Kommunalpolitik verwurzelt.

### Brandenburg
Die Freien Wähler Brandenburg wurden am 4. April 2009 vom Bundesvorstand aus dem Bundesverband ausgeschlossen.
Der Landesverband war am 6. Dezember 2008 in Chorin gegründet worden. Landesvorsitzender wurde Hans-Jürgen Malirs aus Hoppegarten. Das ARD-Magazin Report München berichtete am 23. März 2009 über eine Unterwanderung der Freien Wähler in Brandenburg durch rechtspopulistische Kräfte. Über diese sei der Bundesverband bei deren Aufnahme nicht informiert worden, weshalb der Landesverband ausgeschlossen wurde.
Nach dem Ausschluss gründeten Mitglieder des Landesverbandes Brandenburg unter dem Vorsitz von Manfred Ehlert (ehemals Schill-Partei) mit den Freien Wählern Deutschland (FWD) eine Kleinpartei als Nachfolgeorganisation. Diese trat mit einer Landesliste zur Bundestagswahl 2009 an.
Auf ihrer Website wies die FWD ausdrücklich darauf hin, dass sie „nicht identisch mit Freie Wähler Deutschland Bundesverband der Freien Wähler der Bundesrepublik Deutschland e. V“ sei. Gleichzeitig verwendete sie eine nur leicht abgewandelte Form des Sonnen-Logos des Bundesverbands der Freien Wähler.
Die vom Bundesverband unabhängige Brandenburger Vereinigte Bürgerbewegungen/Freie Wähler schaffte bei der Landtagswahl 2014 durch die Grundmandatsklausel den Einzug in den Landtag.

### Bremen
Die Freien Wähler Bremen wurden am 4. April 2009 aus dem Bundesverband ausgeschlossen.
Sie war am 5. Oktober 2008 im Sudhaus in der Bremer Neustadt gegründet worden. Der Landesverband bestand fast ausschließlich aus ehemaligen Mitgliedern der ehemaligen Schill-Partei sowie der rechtspopulistischen Wählervereinigung Bremen muß leben. Nach einem Bericht des Weser-Kuriers wurden von diesen acht Vorstandsposten besetzt. Dem Landesvorsitzenden Friedhelm Altvater wurde außerdem die Bezeichnung eines Zuschusses für einen jüdischen Friedhof als „Steuergeldverschwendung“ vorgeworfen. Der Bundesverband schloss den Landesverband daher „nach Anzeichen für eine rechte Unterwanderung“ aus. Man sei bei der Aufnahme des Landesverbandes Bremen nicht über die politische Vergangenheit der fraglichen Mitglieder informiert worden.
Die Freien Wähler Bremen agierten in der Folge als eingetragener Verein, traten im Stadtgebiet Bremen zur Bürgerschaftswahl 2011 an und erreichten dort 0,2 Prozent der Stimmen. Gleichzeitig verkündete die Bremer und Bremerhavener Bürger Liste (BBL) des ehemaligen FDP-Fraktionsvorsitzenden Uwe Woltemath mit dem Bundesverband der Freien Wähler eng zusammenzuarbeiten.
Im Januar 2011 betrachteten sich die Freien Wähler Bremen wegen personeller Überschneidungen der Partei Freie Wähler Deutschland zugehörig, der aus dem ehemaligen Landesverband Brandenburg hervorgegangenen war.

### Hamburg
Die Landesvereinigung Freien Wähler Hamburg wurden 2010 gegründet. Landesvorsitzender ist Henner Kühne. Die Landesvereinigung Freie Wähler Hamburg hat in den Jahren 2017, 2018 und 2019 Untergliederungen der Jungen Freien Wähler, sowie die Bezirksvereinigungen Hamburg-Bergedorf und Wandsbek gegründet. Neben den Bundestagswahlen 2017 traten sie ebenfalls bei den Bezirkswahlen 2019 in den Bezirken Hamburg-Bergedorf (2,9 Prozent) und Hamburg-Wandsbek (0,9 Prozent) an. Mit einer Landesliste von 14 Kandidaten traten die Freien Wähler Hamburg zu der Bürgerschaftswahl 2020 an und erreichten 0,62 Prozent.